# التسلسل الزمني لردود الفعل حول فلم براءة المسلمين
يغطي هذا المقال التسلسل الزمني لردود الفعل حول فيلم براءة المسلمين الذي أدى إلى اندلاع احتجاجات عارمة تسبّت في وقوع عشرات القتلى ومئات الجرحى في عدة مدن في مختلف بقاع العالم.

## الجدول الزمني

### قبل سبتمبر 2012
- في تموز/يوليو 2012 نَشر مارك باسيلي يوسف التريلر الخاص بالفيلم والذي يبلغ مدته 14 دقيقة على قناته الرسمية في موقع يوتيوب.[2]
- قبل عدة أسابيع من الاحتجاجات في أيلول/سبتمبر اتصل يوسف بالقس تيري جونز في فلوريدا طالباً منه الوقوف معه من أجل تعزيز مظهر الفيلم وضمان عرضه.[3]

### 4 سبتمبر
- نُشرت نسخة من تريلر الفيلم مدبلجة إلى اللغة العربية على نفس قناة اليوتيوب التي صدرت فيها النسخة الإنجليزية.[4][5][6]
- وفقا لصحيفة نيويورك تايمز تم مشاهدة وتداول الفيديو عشرات الآلاف من المرات بين 4 سبتمبر و11 سبتمبر/أيلول.
- اتصل موريس صادق الشاب القبطي المسيحي المصري اتصالات بمراسل صحيفة اليوم السابع جمال جرجس من أجل اطلاعه على رسائل البريد الإلكتروني والفيديو. ذكر جرجس في وقت لاحق ما قاله له موريس؛ حيث ذكر: «قال لي أن الفيلم أُنتج العام الماضي لكنّ مخرجه أراد أن يظهر على الشاشة يوم 11 أيلول/سبتمبر لكشف ما وراء الأعمال الإرهابية التي ارتكبها "المسلمون" في ذلك اليوم.»[7][8]

### 5 سبتمبر
- نشر موريس صادق نسخة الفيلم المُدبلجة إلى اللغة العربية على مدونته كما نشر الفيديو على قناته الرسمية في موقع يوتيوب.[9]

### 6 سبتمبر
- نشر جرجس مقالاً مُطولاً في صحيفة اليوم السابع يتحدث فيه عن الفيلم استنادا إلى معلومات حصل عليها من صادق بما في ذلك دعم الفيلم من قبل القس الأمريكي تيري جونز. ذكر جرجس -في ذات المقال- أن المكالمات التي أجراها مع صادق شكّلت «صدمة» بالنسبة له لكنه عاد وقال: «ما يحصل هو مجرد أزمة عابرة لا تؤثر على العلاقة بين المسلمين والأقباط.»
- أَرسلَ صادق رسالة إلى الصحفيين الدوليين من أجل تعزيز تغطية حدث 11 أيلول/سبتمبر الذي سيُعقد من قبل تيري جونز.

### 8 سبتمبر
- بث التلفزيون المصري لسورة الناس ثم تلاها ببث دقيقتان من الفيلم المُترجم للعربية كجزء من برنامج الداعية خالد عبد الله يونس الذي أدانَ فيه الفيلم.[10][11]

### 9 سبتمبر
- نشرت صحيفة اليوم السابع في القاهرة مجموعة من التقارير التي أكدت فيها أن زعماء الأحزاب السياسية المصرية قد «نددوا بإنتاج الفيلم بمشاركة من الأقباط وبخاصة القس المتطرف تيري جونز».[12]
- التلفزيون المصري يعرض مقطعا قصيرا من الفيلم لا يتعدى الدقيقتان وهو ما أثار جدلا كبيرا حينها خاصة أنه حقق أزيد من نصف مليون مشاهدة في ظرف أيام قليلة.

### 11 سبتمبر
- تسلّق المتظاهرون في القاهرة جدران السفارة الأمريكية ومزقوا العلم الأمريكي ثم استبدلوه براية سوداء مكتوب عليها شعارات إسلامية. حاصرت الشرطة المصرية المجمع وشكلت طوقاً أمنياً لمنع المزيد من الهجمات.[13][14][15][16]
- أدان المتظاهرون في القاهرة الفيلم الذي روج له القس الأمريكي تيري جونز واعتبروه بمثابة "إهانة محمد تحت ذريعة حرية التعبير".[17][18]
- أصدر حزب الحرية والعدالة الذراع السياسي لجماعة الإخوان المسلمون في مصر بياناً رسمياً «أدانت فيه معاداة الإسلام كما أكدت على أن موضوع مشاركة الأقباط فيه هو موضوع مشكوك فيه.»[19]

### 12 سبتمبر
- الرئيس الأمريكي باراك أوباما يُؤكد على أن الولايات المتحدة ترفض الحط من المعتقدات الدينية.[20][21]
- إبان اشتداد الهجمات؛ باسيلي يوسف مخرج الفيلم يُغادر مقر سكنه ويختبئ في مكان مجهول.[22][23]
- حظرت دولة أفغانستان الآيبيهات التي تُمكن من الوصول إلى موقع يوتيوب.[24]
- عبّر الثوار السوريون عن غضبهم من الفيلم وأكدوا على أن مثل هذه القضايا تزيد من التوتر بين المسلمين والعالم الغربي ناهيك عن أنها تُنسي الموضوع الأهم وهو ارتفاع عدد القتلى في سوريا.[25]

### 13 سبتمبر
- قام المتظاهرين باختراق أسوار مجمع السفارة الأمريكية في صنعاء باليمن.
- مسؤولون أمريكيون يُصرحون ويُؤكدون بأنهم يحققون في ما إذا كانت الاحتجاجات على فيلم براءة المسلمين قد استُغلت من قبل المتظاهرين للهجوم على قنصلية بنغازي.[26][27]
- تم إجلاء طاقم القنصلية الأمريكية في ضواحي برلين بألمانيا بسبب الشكوك في محتويات مغلف مجهول.[28]
- الشرطة اليمنية تُطلق طلقات تحذيرية في الهواء ممّا تسبب في مقتل أربعة أشخاص، مقابل إصابة 224 شخصا بجروح متفاوتة الخطورة خلال المظاهرات حول السفارة في القاهرة، أمّا في الكويت فقد تجمّعَ 500 شخص ورددوا شعارات مناهضة لأمريكا بالقرب من السفارة.[29][30]
- إلقاء القبض على مارك باسيلي يوسف جنبا إلى جنب مع مدير الشركة التي يُزعم أنها أنتجت الفيلم.[31][32][33][34]

### 14 سبتمبر
- هاجم المتظاهرون السفارتين الألمانية والبريطانية في العاصمة السودانية الخرطوم.
- قُتل سبع أشخاص على الأقل خلال الاحتجاجات في كل من الخرطوم، تونس والقاهرة.[35][36]
- استهداف قنصلية الولايات المتحدة في تشيناي مما أدى إلى أضرار طفيفة في القنصلية وإصابة 25 من المتظاهرين بعدما لجأت الشرطة إلى مكافحة الشغب.[37]
- المتظاهرون في طرابلس بلبنان يُضرمون النيران في مطعم كنتاكي وهارديس مما نجم عنه اشتباكات مع قوات الأمن المحلية. قُتل أحد المتظاهرين وأُصيب 25 آخرين بجراح من بينهم 18 من ضباط الشرطة.[38]
- وقوع اشتباكات في العاصمة اليمنية صنعاء.[39][40]
- طالب المراقبون الدوليون في شبه جزيرة سيناء بضرورة بناء قاعدة بالقرب من الجورة بعدما تم إطلاق النار على المراقبين.
- قُتل اثنين من قوات مشاة بحرية الولايات المتحدة و16 من مقاتلي طالبان خلال الهجوم على معسكر باستيون في ولاية هلمند داخل أفغانستان.[41][42][43][44]
- مئات من المسلمين يحتجون على الفيلم في كل من القدس وباب العامود.[45]

### 15 سبتمبر
- لقي 4 أشخاص على الأقل مصرعهم وأصيب 46 بجروح خلال احتجاجات بالقرب من السفارة الأمريكية في تونس العاصمة. سحبت حكومة الولايات المتحدة جميع الموظفين غير الضروريين وحثت مواطنيها على مغادرة المدينة.[46][47]
- اقتحمت قوات مكافحة الشغب المصرية ميدان التحرير وقبضت على ما لا يقل عن 220 من المتظاهرين بعد أربعة أيام من الاشتباكات في القاهرة. نجم عن كل هذا مقتل 35 شخصا وأعلنت السلطات عن ارتفاع عدد المصابين منذ بداية الاحتجاجات إلى أكثر من 250 بعضهم في حالة خطِرة.[48]
- أصدر تنظيم القاعدة في جزيرة العرب بياناً دعا فيه المسلمين في كل مكان لمهاجمة السفارة الأمريكية وموظفيها.
- استنكر مفتي السعودية الشيخ عبد العزيز بن عبد الله آل الشيخ الهجمات وحث الحكومات والهيئات الدولية على تجريم سب الأنبياء.
- اندلاع احتجاجات عنيفة في سيدني بأستراليا نجم عنها مشاجرات بين قوات الأمن والمتظاهرين بالحجارة والزجاجات والهراوي وما إلى ذلك.[49]
- أكثر من 80 شخصا قد تم إلقاء القبض عليهم خلال احتجاجاتهم قرب السفارة الأمريكية في شارع الشانزليزيه في باريس بفرنسا.
- هجوم طائرة أمريكية بدون طيار في يونيو/حزيران يتسبب في مقتل أبو يحيى الليبي الذي شغل منصب ملازم أيمن الظواهري رئيس تنظيم القاعدة.[50]

### 18 سبتمبر
- المدعي العام في مصر يُصدر ثماني مذكرات توقيف بتهم تتعلق بالفيلم خاصة وأن جميع المتهمين يقيمون خارج مصر وبالتالي سيُحاكمون غيابيا.[51]

### 19 سبتمبر
- نشرت وزارة الأمن الداخلي تقريرا يوم 11 سبتمبر/أيلول وحصلت عليه فوكس نيوز يوم 19 سبتمبر يُؤكد أن هناك من حرّض "أبناء مصر" للضغط على أمريكا من أجل الإفراج عن الشيخ عمر عبد الرحمن (يُلقبُ "بالشيخ الضرير) "حتى لو كان ذلك يتطلب حرق السفارة مع جميع من فيها."[52]